# 秋田內陸縱貫鐵道

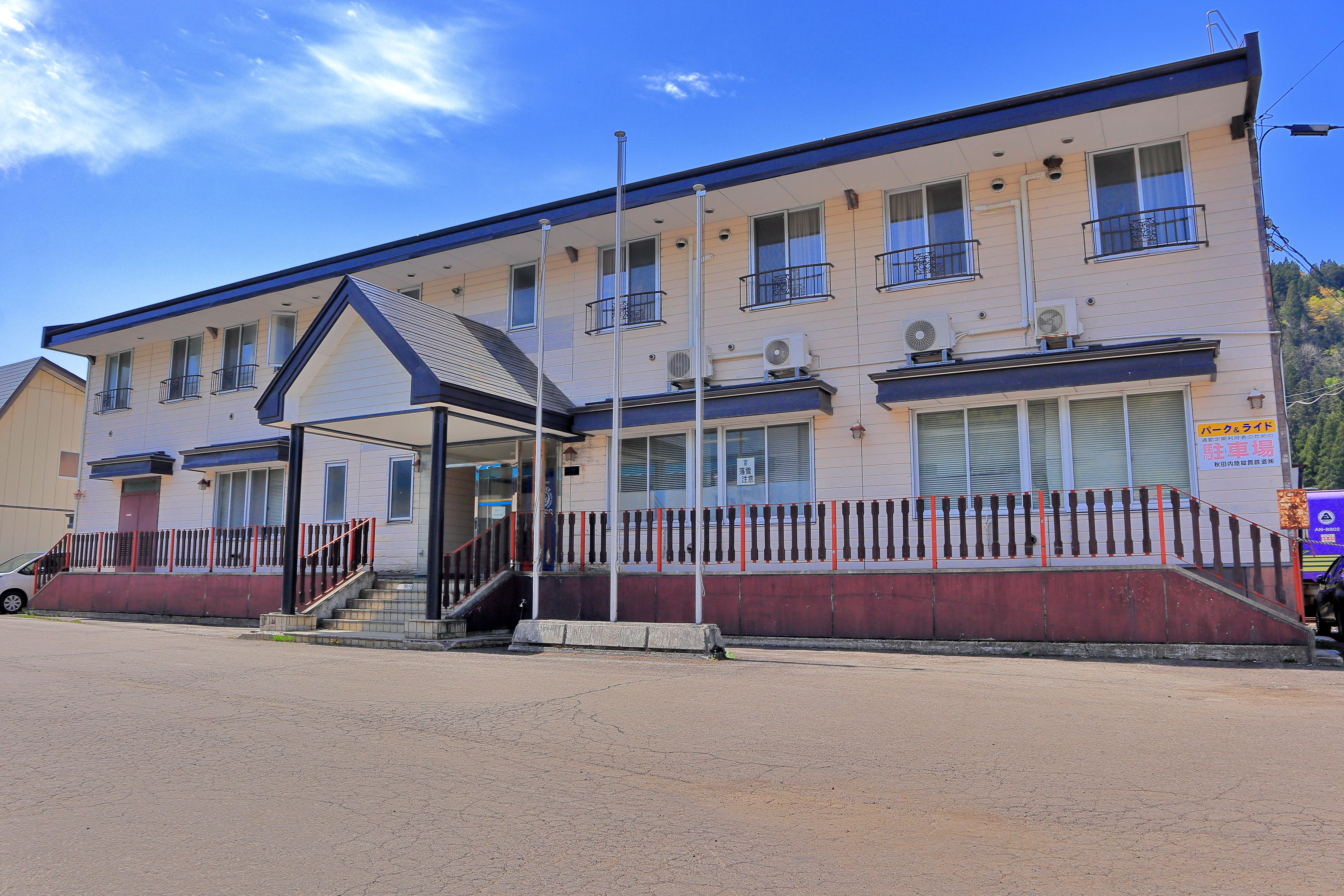
秋田內陸縱貫鐵道本社

秋田內陸縱貫鐵道股份有限公司（日语：／ Akita Nairiku Jūkan Tetsudō Kabushiki Kaisha */?），簡稱秋田內陸縱貫鐵道，是日本秋田縣的一家第三部門鐵路公司，採第三部門方式營運的秋田內陸縱貫鐵道，是秋田縣地方政府與下屬的一些地方自治體所共同出資成立，以便承接經營由日本國鐵所釋放出的角館線與阿仁合線兩條特定地方交通線，及負責串連它們的日本鐵道建設公團鷹角線等三條鐵路線所串接而成的秋田內陸線。秋田內陸縱貫鐵道的總公司設置於北秋田市阿仁銀山字下新町，公司的社長一職向來由總社所在地阿仁町的町長兼任，但在市町村合併之後，改由北秋田市市長擔任。
秋田內陸縱貫鐵道自日本國鐵接收路線初期，秋田內陸線原本還分為鷹巢～比立內間的秋田內陸北線，與松葉～角館之間的內陸南線兩路段，直到1989年比立內～松葉間的最後一段路段啟用之後，才正式全線通車，並同時改名為秋田內陸線。

## 路線
| 中文線名   | 日文線名 | 起點 | 終點 | 距離（公里） |
| ---------- | -------- | ---- | ---- | ------------ |
| 秋田內陸線 |          | 鷹巢 | 角館 | 94.2         |

## 外部連結
- （日語）秋田內陸縱貫鐵道官方網站 （页面存档备份，存于）